# Roche aux Oies
La Roche aux Oies est un dolmen situé sur le territoire de la commune de Saint-Georges-lès-Baillargeaux, dans le département de la Vienne.

## Caractéristiques
Le dolmen, désormais ruiné,  a été édifié à 100 m d'altitude sur un coteau dominant le Clain. Il n'en demeure qu'une seule dalle en grès brisée en deux parties d'une longueur totale de 4,20 m pour une largeur de 2,80 m. Curieusement, l'édifice est parfois mentionné comme étant un menhir. 
Aucun matériel archéologique associé n'est connu.

## Folklore
Selon une tradition, la Vierge transportait la pierre dans son tablier et celle-ci en tombant se serait fracturée.